# Конкорд (Кентуккі)
Конкорд (англ. Concord) — місто (англ. city) в США, в окрузі Люїс штату Кентуккі. Населення — 19 осіб (2020).

## Географія
Конкорд розташований за координатами 38°41′17″ пн. ш. 83°29′31″ зх. д. / 38.68806° пн. ш. 83.49194° зх. д. (38.688146, -83.492079).  За даними Бюро перепису населення США в 2010 році місто мало площу 0,19 км², з яких 0,16 км² — суходіл та 0,03 км² — водойми.

## Демографія
Згідно з переписом 2010 року, у місті мешкало 35 осіб у 17 домогосподарствах у складі 11 родини. Густота населення становила 182 особи/км².  Було 31 помешкання (161/км²).
Расовий склад населення:
| - 100,0 % — білих |

До двох чи більше рас належало 0,0 %. Частка іспаномовних становила 0,0 % від усіх жителів.
За віковим діапазоном населення розподілялося таким чином: 14,3 % — особи молодші 18 років, 68,6 % — особи у віці 18—64 років, 17,1 % — особи у віці 65 років та старші. Медіана віку мешканця становила 40,3 року. На 100 осіб жіночої статі у місті припадало 84,2 чоловіків;  на 100 жінок у віці від 18 років та старших — 100,0 чоловіків також старших 18 років.
За межею бідності перебувало 68,8 % осіб, у тому числі 66,7 % дітей у віці до 18 років та 100,0 % осіб у віці 65 років та старших.
Цивільне працевлаштоване населення становило 4 особи. Основні галузі зайнятості: роздрібна торгівля — 25,0 %, виробництво — 25,0 %, фінанси, страхування та нерухомість — 25,0 %.